# Ragdoll-Katze
Die Ragdoll ist eine Anfang der 1960er Jahre in Amerika gezüchtete Katzenrasse.

## Geschichte
Die Stammmutter der Ragdoll ist eine Katze mit Namen Josephine. Sie war eine „angoraähnliche“ Freigängerin, die einer Nachbarin von Ann Baker in Kalifornien gehörte. Aus einem Wurf dieser Katze bekam Ann Baker einen Kater, der einer „Birma-Katze“ ähnlich sah. Mit diesem Kater und nicht weiter bekannten Tieren baute Ann Baker eine Linienzucht auf und gab der so von ihr neu erzüchteten Rasse den Namen Ragdoll, was auf Deutsch etwa Stoffpuppe bedeutet. Den Namen wählte Ann Baker, weil sich ihre Katzen wie eine Stoffpuppe schlaff hängen ließen, wenn man sie hoch nahm. 
Diese Verhaltensveränderung führten zu Gerüchten, dass diese Rasse ein verändertes Schmerzverhalten hätte. Bei tiergerechten Untersuchungen stellte sich aber heraus, dass es keine Veränderungen im Schmerzverhalten gibt.
Wegen der rigiden Zuchtvorgaben von Ann Baker (sie ließ sich die Bezeichnung Ragdoll patentieren und erhob auf jedes Tier, das aus ihren Linien stammte, eine Lizenzabgabe) wurde die Zucht mit den „original Baker'schen Ragdolls“ schwierig. Es hatten sich aber die Familien Dayton (Cattery Blossom-Time) und Chambers (Cattery Ragnarok) von Ann Baker getrennt und konnten lizenzfrei ihre Zuchten weiterführen.
Diese zwei Catteries führten die Ragdoll-Zucht im Wesentlichen zu dem, was sie heute im traditionellen Bereich ausmacht: Tiere in den Farben seal, blue, chocolate und lilac mit den Zeichnungsvarianten mitted, colourpoint und bicolour.

## Körperbau
Nach dem Standard der Fédération Internationale Féline ist die Ragdoll eine massive große Katze mit mittlerem Knochenbau und muskulösem Körper. Sie hat eine kräftige Gesamterscheinung. Der Kopf soll von mittlerer Größe sein, breit, keilförmig zulaufen und zwischen den Ohren flach sein. Sie hat mittelgroße Ohren, die runde Spitzen haben und weit auseinander stehen. Der Hals ist kurz und kräftig. Die Beine sind mittellang, die hinteren etwas länger als die vorderen, wodurch die Rückenlinie nach vorne abfällt. Der Schwanz ist lang, gut behaart und buschig. Das dichte Fell ist von mittlerer Länge, hat eine weiche seidige Struktur und liegt am Körper an.

## Farbschläge
Die traditionellen Farben der Ragdoll sind seal (schwarz), deren Verdünnung blue darstellt, und chocolat, deren Verdünnung lilac ist. Als Zeichnungsvarianten werden von den meisten Vereinen nur bicolour, colourpoint und mitted anerkannt.
Da die Ragdoll eine Point-Katze ist, werden die Jungen weiß geboren und erlangen ihre Haarfarbe erst im Laufe der Zeit.

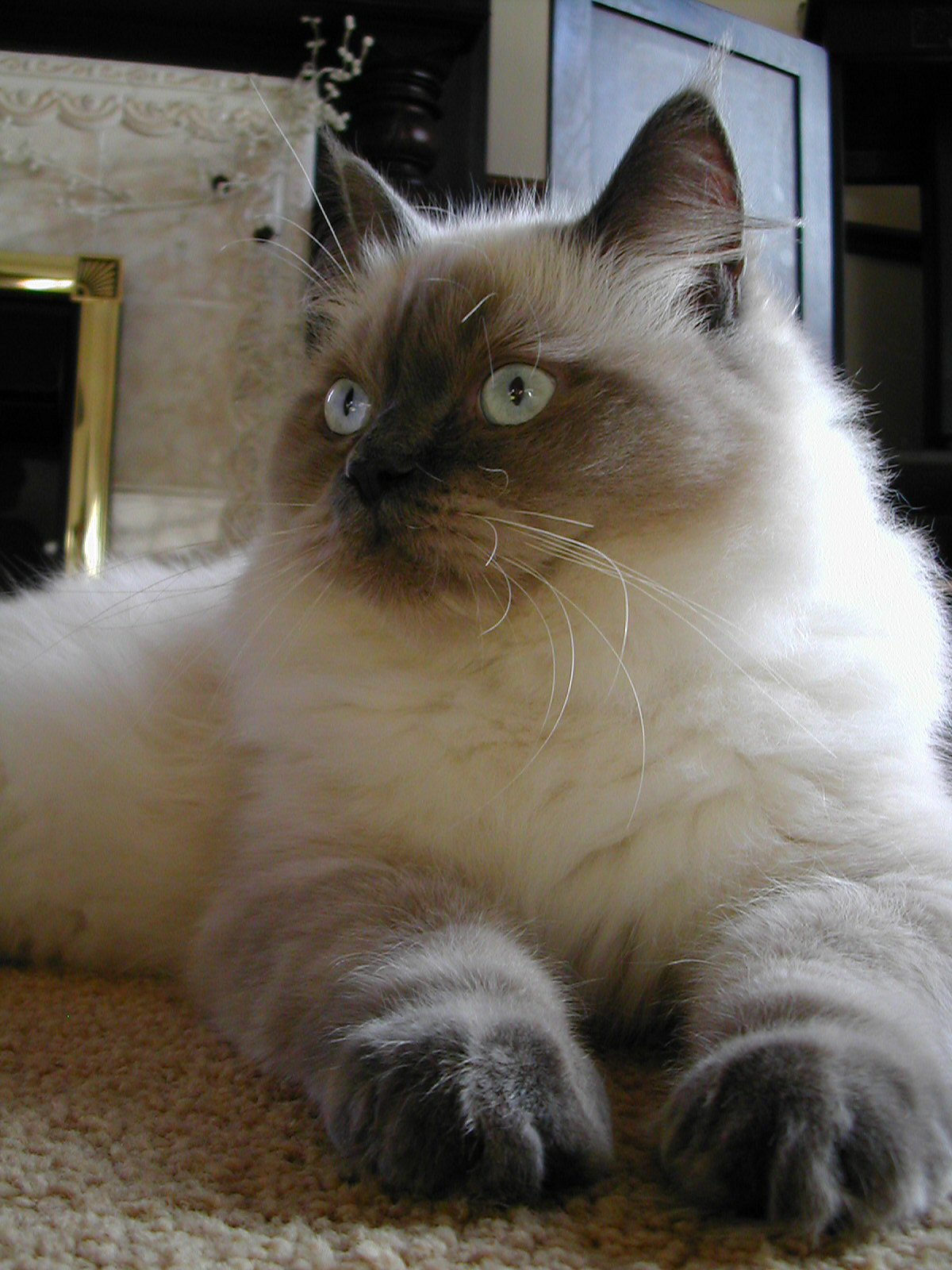
Farbmuster Colourpoint: Blue Point Ragdoll mit dunklen Gliedmaßen.
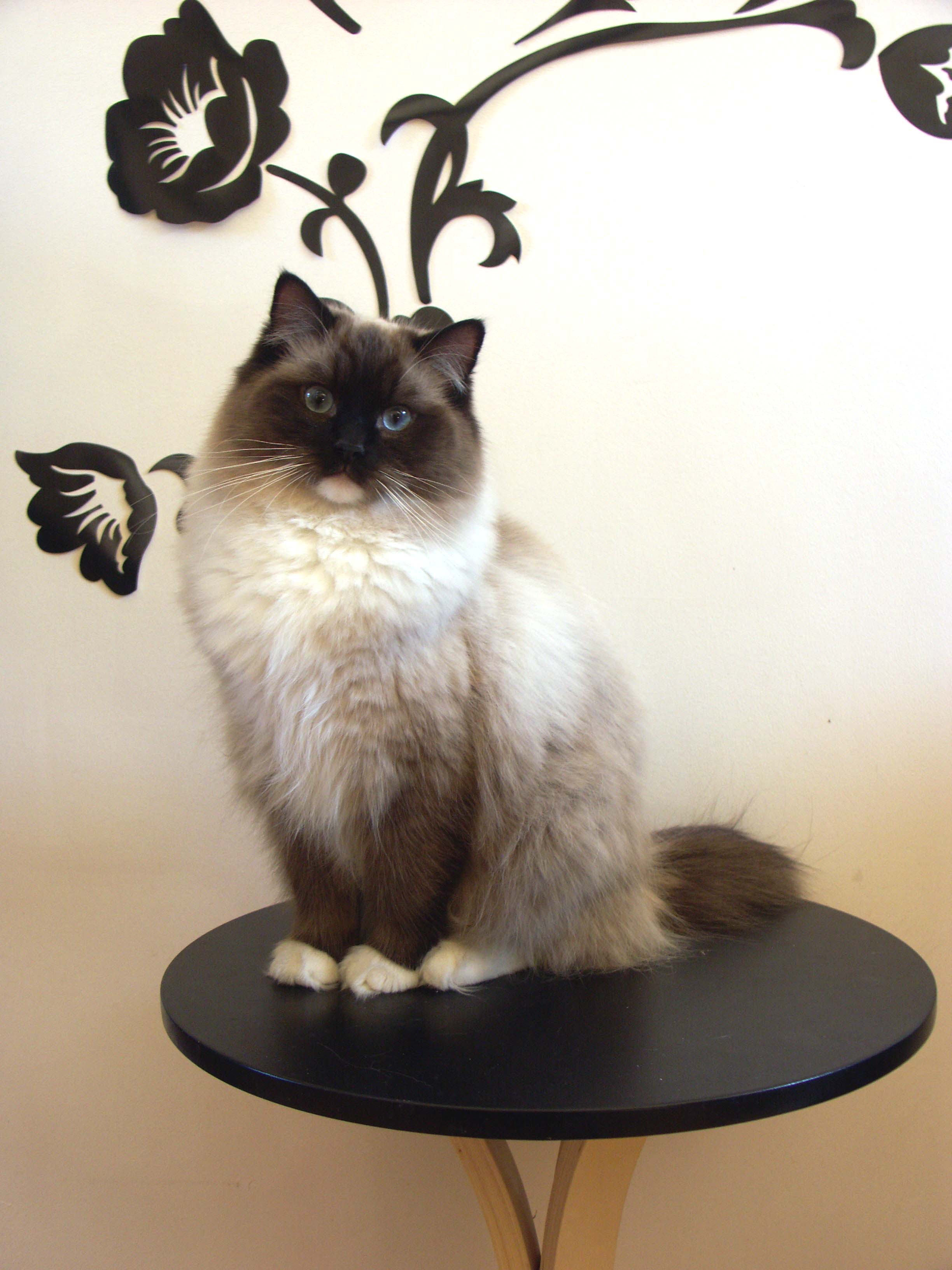
Ragdoll mit dem Farbmuster Mitted: Dieses ähnelt dem Farbmuster Colourpoint, mit Ausnahme der weißen Farbe von Pfoten, Kinn und Bauch.
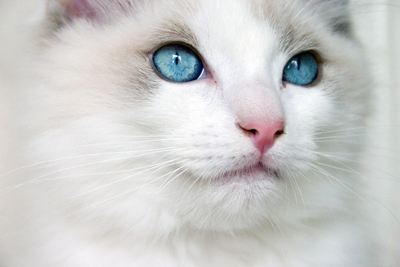
Eine Jungkatze mit auffällig blauen Augen und weißen Flecken in der Form eines umgekehrten „V“ im Gesicht. Dieses Farbmuster wird als Bicolour bezeichnet.
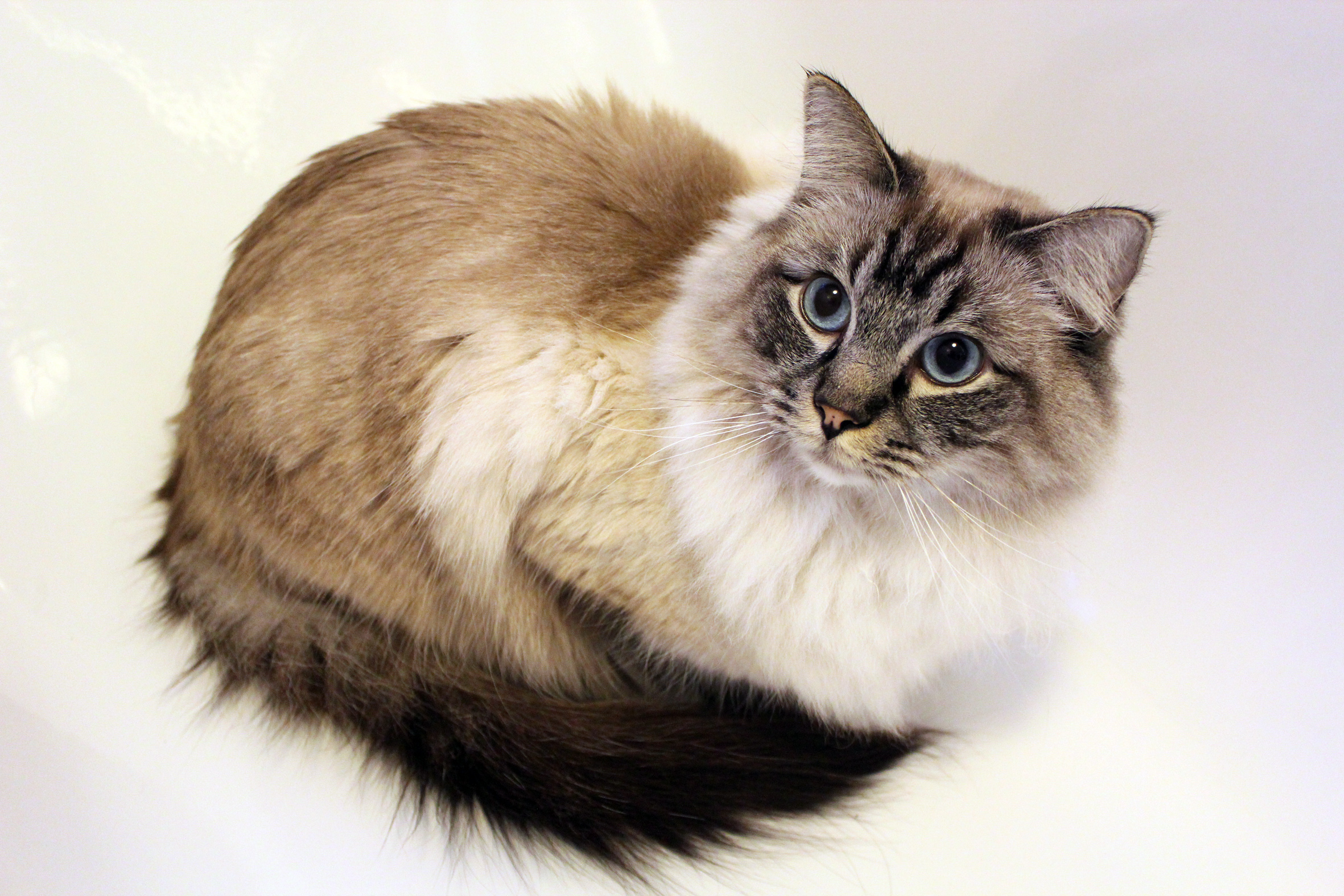
Rund dreijähriger Kater mit Lynx- bzw. Tabby-Muster. Nach dem EMS-Code der FIFe hat dieser Ragdoll die Farbe/Zeichnung RAG n 21 (Seal Tabby Colourpoint).